# Horní Břečkov
Obec Horní Břečkov (německy Ober Fröschau) se nachází 12 km zsz. od Znojma, v okrese Znojmo v Jihomoravském kraji. Žije zde 261 obyvatel.

## Historie
První historická zmínka o Horním Břečkově pochází z roku 1323.

## Pamětihodnosti
- Kostel svatého Klimenta
- Boží muka na kraji vesnice

## Části obce
- Čížov
- Horní Břečkov